# Andreas Reischek (Journalist)
Andreas Reischek (* 11. August 1892 in Klosterneuburg; † 13. August 1965 in Wien) war ein österreichischer Journalist.

## Leben
Andreas Reischek wurde als Sohn des Forschungsreisenden, Ethnographen und Ornithologen Andreas Reischek in Klosterneuburg geboren. Nachdem sein Vater beim Oberösterreichischen Landesmuseen gearbeitet hatte, lebte er vermutlich in Linz. Nach dem Tod seines Vaters veröffentlichte er zu den Forschungen seines Vaters und hielt dazu auch zahlreiche Vorträge. Damit fand er 1925 Zugang zur RAVAG, wo er ab 1929 eine feste Anstellung erhielt, in mit dem damaligen Leiter Rudolf Henz den Hörfunk weiter ausbaute. Im Zweiten Weltkrieg im April 1945 wurde die Hörfunkeinrichtung nach Bad Aussee verlegt, wo für wenige Tage der Freiheitssender Ausseerland existierte und es nach dem Krieg zur Gründung der Sendergruppe Rot-Weiß-Rot kam. 1947 wurde Andreas Reischek Programmdirektor beim Sender in Linz.
Oberösterreich.
Andreas Reischek war Chefredakteur der Monatszeitschrift Der neue Pflug, wo er Gedichte des noch unbekannten Lyrikers Josef Weinheber bekannt machte. Er wurde am Wiener Zentralfriedhof bestattet.

## Anerkennungen
- Benennung des Oberösterreichischen Radiopreises mit Andreas-Reischek-Preis

## Publikationen
- (Hrsg.): Sterbende Welt. Zwölf Jahre Forscherleben auf Neuseeland. Nachlass von Andreas Reischek (Ethnograf), 1924; Aotearoa – Land der langen weißen Wolke. Zwölf Jahre Forscherleben auf Neuseeland. Nachdruck, Severus Verlag, Hamburg 2012, ISBN 978-3-86347-222-1.
- Cäsar, der Freund des Neuseelandforschers, 1928.
- Ihaka Reiheke, der Maorihäuptling aus Österreich, 1949.
- Weißer Häuptling der Maori, 1955.